# 孟梦恂
孟梦恂（1280年—1353年），字长文，元朝台州黄岩（今浙江省台州市黄岩区）人。
孟梦恂与周仁荣一起以杨珏、陈天瑞为师。孟梦恂讲解经义，领悟精密切当，务必付诸实施，四方前来游学者都佩服他。部使者推荐他的操行道义，署任为本州学录。至正十三年（1353年），以献出计策御寇救乡有功，被任命为登仕郎、常州路宜兴州判官，没有就任就去世了，时年七十四岁。朝廷赐谥号为康靖先生。著作有《性理本旨》、《四书辨疑》、《汉唐会要》、《七政疑解》，及《笔海杂录》五十卷。